# Heterotrypus
Heterotrypus is een geslacht van rechtvleugeligen uit de familie krekels (Gryllidae). De wetenschappelijke naam van dit geslacht is voor het eerst geldig gepubliceerd in 1878 door Saussure.

## Soorten
Het geslacht Heterotrypus omvat de volgende soorten:
- Heterotrypus elegans Chopard, 1936
- Heterotrypus funambula Saussure, 1878
- Heterotrypus laqueatus Karsch, 1893
- Heterotrypus modestus Gorochov, 1996